# فایتینگ نتورک رینگس
فایتینگ نتورک رینگس (انگلیسی: Fighting Network Rings) شرکت تبلیغات ورزشی ژاپنی است، که در سال ۱۹۹۱ توسط آکیرا مائدا تأسیس شد.